# Hugo av Hohenlohe-Öhringen
Friedrich Wilhelm Eugen Karl Hugo av Hohenlohe-Öhringen, furste av Hohenlohe-Öhringen, hertig av Ujest, född 27 maj 1816, död 23 augusti 1897, var en tysk furste, general och politiker. Han var sonson till Friedrich Ludwig, furst von Hohenlohe-Ingelfingen.
Hohenlohe-Öhringen var medlem av nordtyska riksdagen 1867-70 och av tyska riksdagen 1871-76. Han var en av stiftarna och ledarna för det frikonservativa partiet.

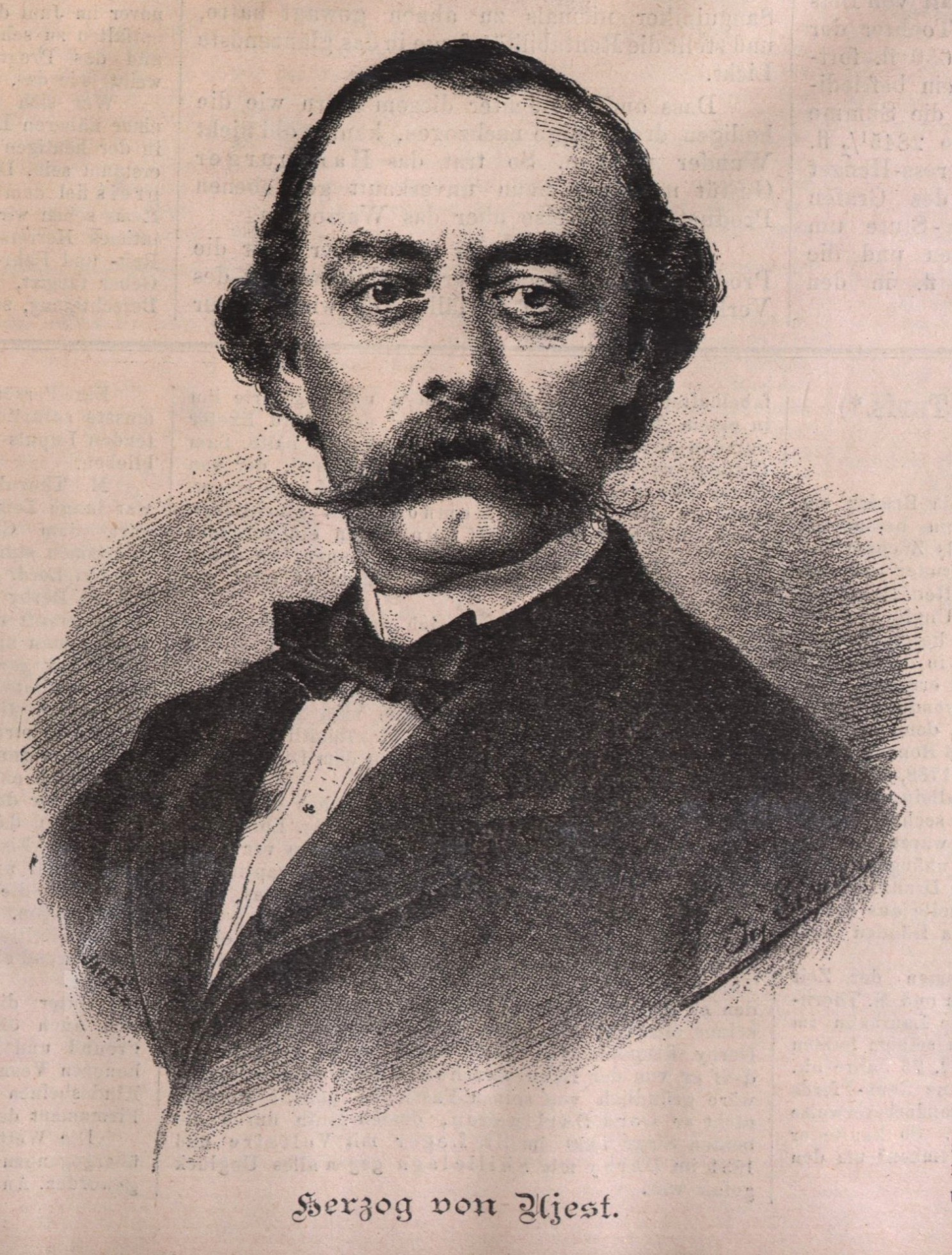
Hugo av Hohenlohe-Öhringen (1878)